# Lima (wieś)
Lima – wieś w Stanach Zjednoczonych, w stanie Nowy Jork, w hrabstwie Livingston.